# Solidago pringlei
Solidago pringlei là một loài thực vật có hoa trong họ Cúc. Loài này được Fernald miêu tả khoa học đầu tiên năm 1901.